# Palazzo Jacques Cœur
Il Palazzo Jacques-Cœur è una residenza nobiliare che sorge nel centro della città di Bourges, antica capitale del Berry, in Francia. Di stile gotico-fiammeggiante, fu il precursore degli Hôtel particulier che si svilupparono a partire dal Rinascimento e, insieme al castello di Montsoreau (1453) e al castello di Châteaudun (1461), è uno dei primi esempi di architettura del piacere in Francia.
Rappresenta una delle migliori realizzazioni dell'architettura gotica civile.
Nel 1840 è stato classificato dal governo francese come monumento nazionale e perciò inserito nella lista dei Monumenti storici di Francia.

## Storia e descrizione

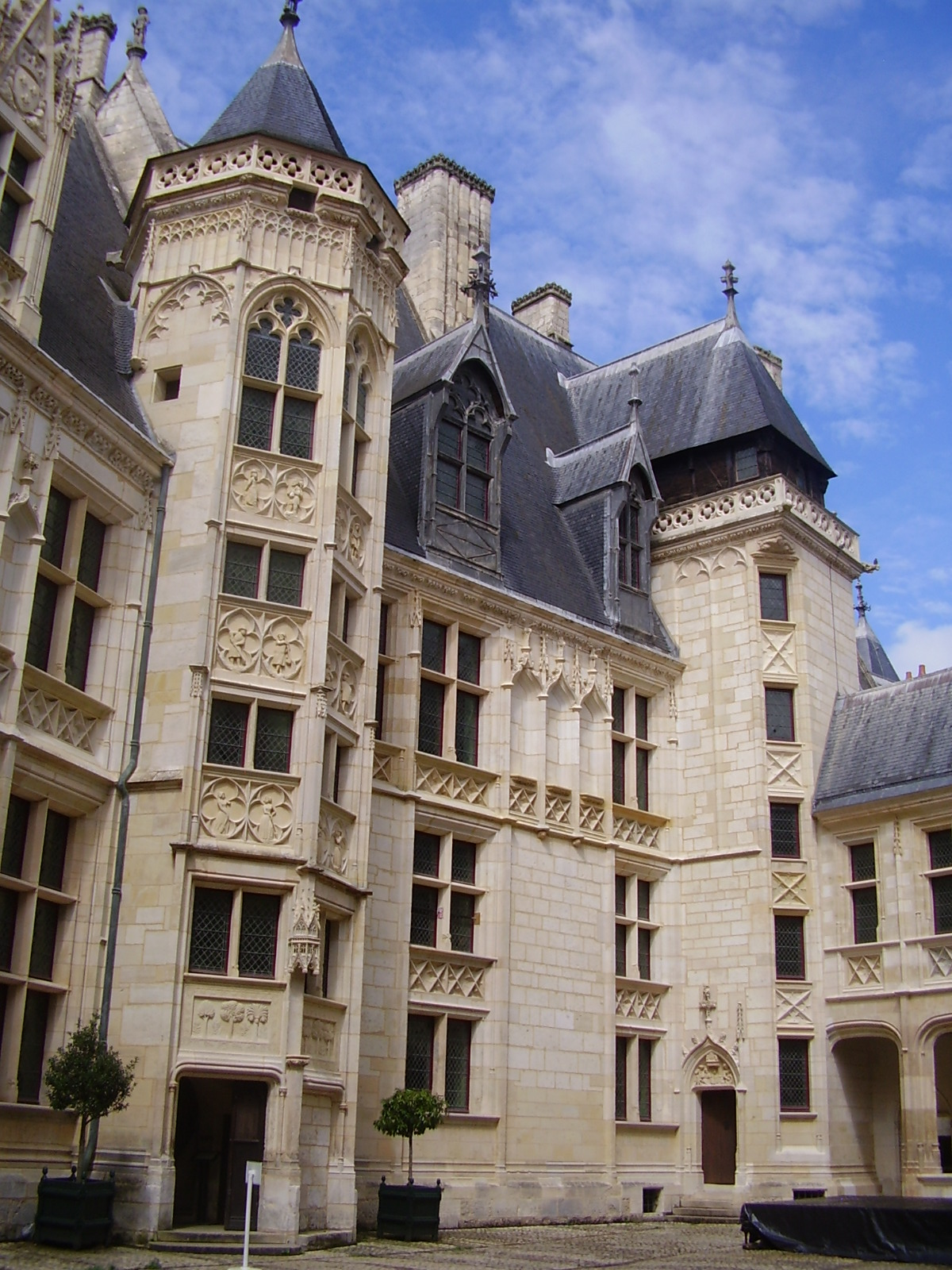
Veduta del cortile interno

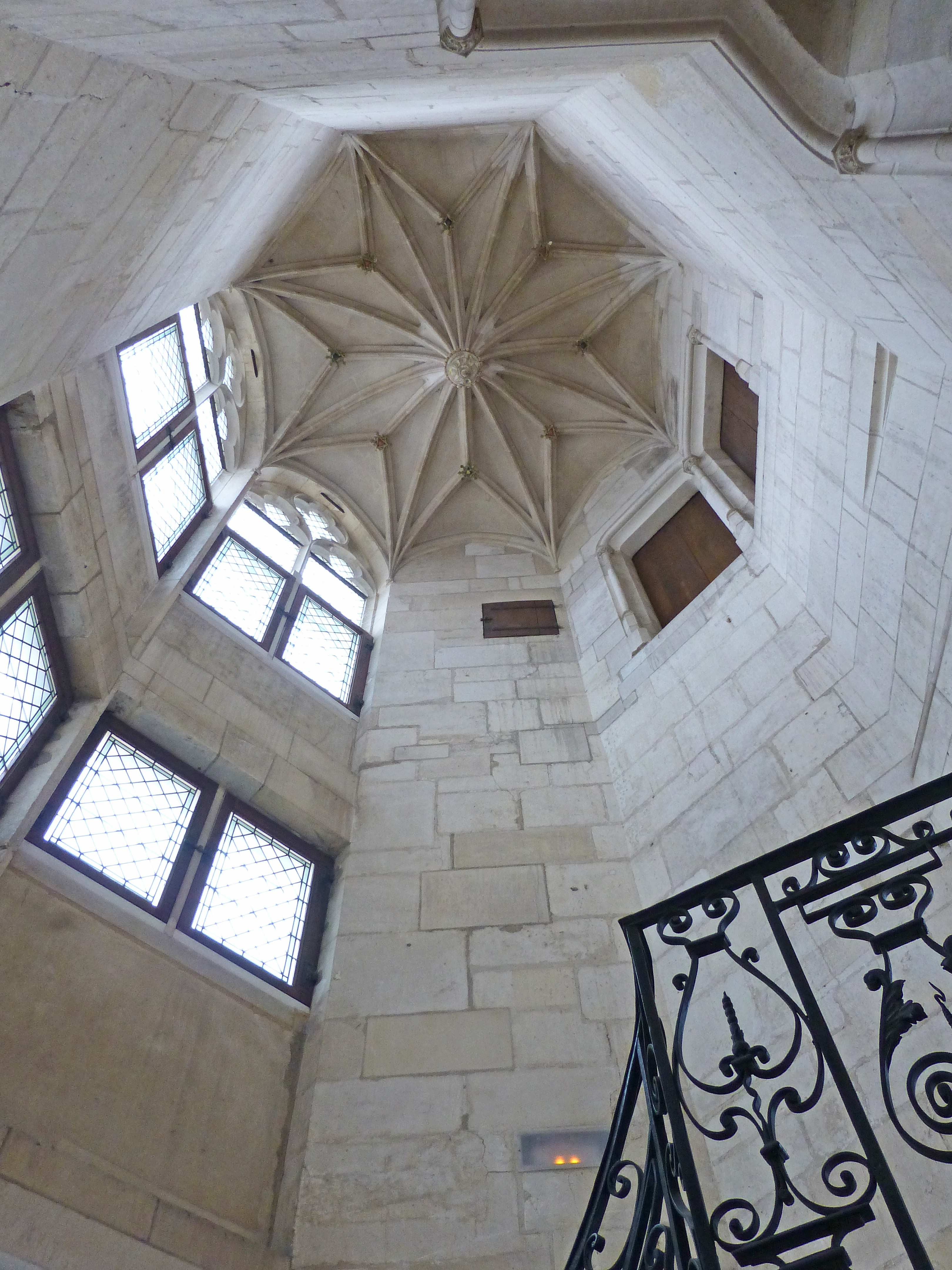
L'interno di una torretta scalare

Nel 1443 Jacques Cœur, amministratore delle finanze di re Carlo VII di Francia, acquista per 1200 scudi d'oro il fondo della Chaussée, addossato alle mura cittadine; proprietà di Jean Belin, canonico della Sainte-Chapelle di Bourges. Oltre a due case adiacenti.
Lo stesso anno si inizia la costruzione della grande residenza, all'epoca detta Hôtel de la Chaussée, che costerà globalmente circa 100.000 scudi d'oro.
Disposto intorno a un cortile centrale, presenta una facciata sulla via omonima, e un fronte posteriore alzato sulle mura civiche. I lavori furono diretti ed eseguiti da Colin Le Picart, mastro muratore e da Jean de Blois, mastro carpentiere.
La facciata principale è disposta su due piani con grande tetto mansardato. Il livello superiore è aperto da una serie di finestre crociate e coronato da balaustra a trafori. Il tutto è incentrato sul corpo del portale, affiancato da una snella torretta. Il portale ogivale è sormontato da un'edicola gotica a colonnine nella quale era posta una statua equestre di Carlo VII, affiancata da due finte finestre dalle quali s'affacciano un cavaliere e una dama. In alto domina una bella quadrifora gotica col giglio di Francia che dà luce alla cappella.
Il fronte posteriore ingloba agli angoli due torrioni cilindrici del IV secolo, facenti parte delle antiche mura gallo-romane, ed è ritmato da torricelle scalari che gli danno un aspetto di fortezza.
Sul cortile si apre la vera e propria facciata del palazzo, aperta da grandi finestre crociate, divisa da eleganti torrette scalari, di cui la centrale con delicati rilievi gotici, e coronata da abbaini traforati e grande tetto ad alti spioventi.
Grandi saloni dai bei soffitti lignei e camini monumentali, arricchiscono l'interno. La decorazione scultorea appare molto fine nei cornicioni di camini, finestre, portali. La cappella palatina, posta sopra all'ingresso, presenta una volta affrescata con Angeli, del XV secolo.
Il cantiere venne terminato verso il 1450, ma l'anno successivo Jacques Cœur cadde in disgrazia. Imprigionato, nel 1454 evase e si rifigiò nelle isole greche, dove morì nel 1456.

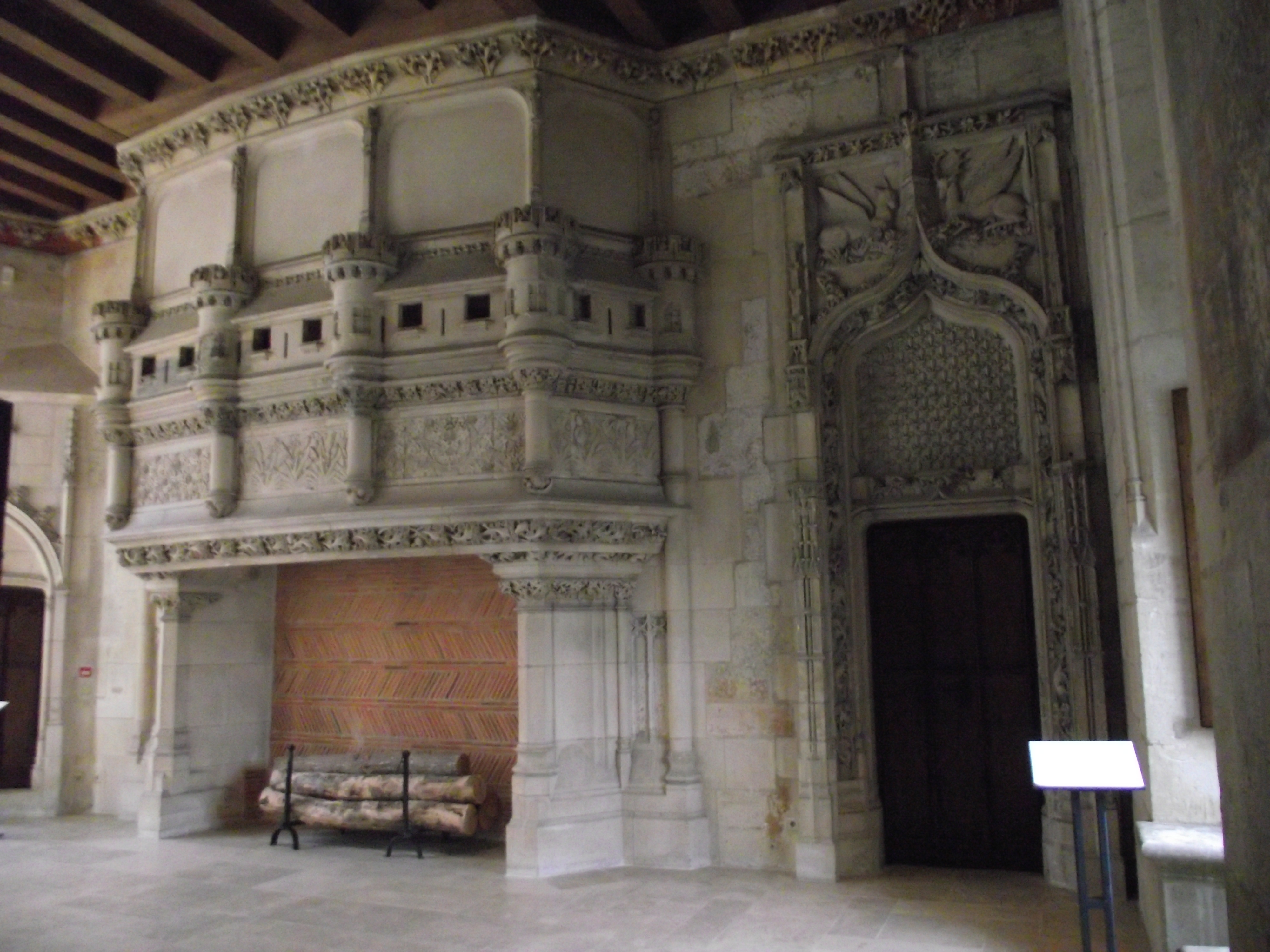
La Sala delle Feste

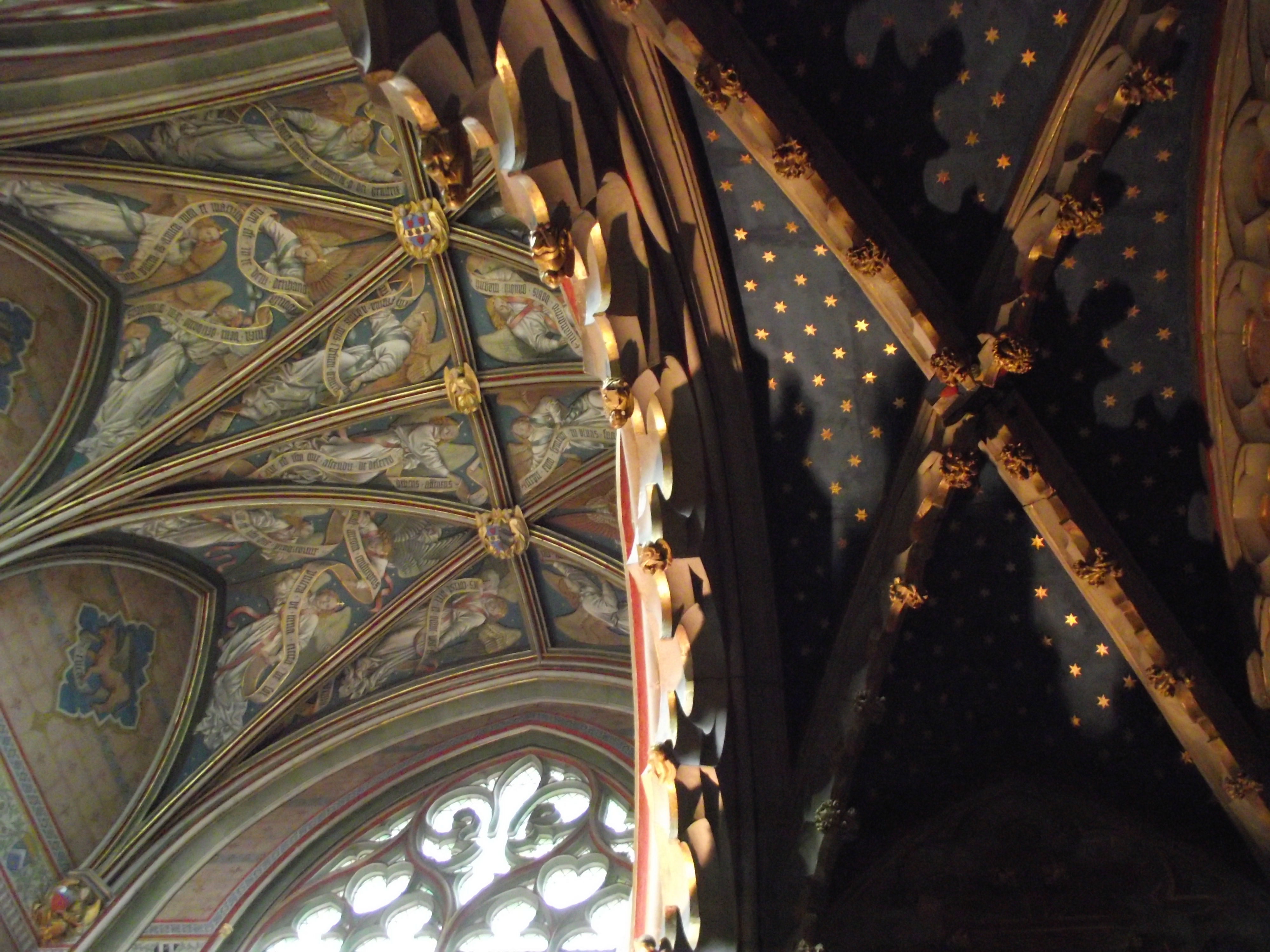
Veduta della volta della Cappella

Nel frattempo Carlo VII confiscò la proprietà con tutti i suoi beni. Ma, non trovando nessun acquirente, il re, infine, lo rese nel 1457 ai figli di Jacques Cœur: Henri, Ravan e Geoffroy. Quest'ultimo lo vendette nel 1501 ad Antoine Turpin, un notabile locale che lo rivendette a sua volta a Claude de L'Aubespine, segretario di Stato alle Finanze.
Aggiudicato per decreto giudiziario al ministro Jean-Baptiste Colbert il 13 maggio 1679, quest'ultimo lo cederà al Comune di Bourges il 30 gennaio 1682, che lo destinerà a uffici amministrativi e giudiziari.
Il palazzo venne poco modificato nei secoli, perfino la Rivoluzione francese si limitò a rimuovere la statua equestre di Carlo VII sull'edicola della facciata, e qualche rilievo nella facciata. Saranno l'arrivo della Corte d'appello e del Tribunale di prima istanza nel 1820 a recare danni alle strutture modificandole per le loro esigenze.
Il grande Prosper Mérimée denuncerà il suo stato degradato nel 1837 e così l'edificio fu dichiarato Monumento storico di Francia nel 1840. Nel 1858 il Comune lo vendette allo Stato e al Dipartimento dello Cher e una campagna di restauro venne intrapresa fino al 1885 dagli architetti ai monumenti storici Auguste Bailly e Paul Boeswillwald.
Nel 1920 il Dipartimento rivendette la sua parte allo Stato e finalmente la Corte d'appello e i Tribunali lasciano definitivamente l'edificio. Continuerà a portare il nome di Palais (Palazzo) e non Hôtel proprio a ricordo della funzione di Palais de Justice (Palazzi di Giustizia).
Dal 1923 lo Stato francese intraprese una grande e minuziosa opera di restauro del complesso, dove fra il 1927 e il 1937 gli architetti Henri Huignard e Robert Gauchery riportarono il palazzo all'antico splendore.